# Liste des journées LGBT
Cet article présente une liste de journées notables de sensibilisation LGBT.
| Nom                                                                         | Date                      | Année de départ | Notes |
| --------------------------------------------------------------------------- | ------------------------- | --------------- | --- |
| Journée du souvenir de l'holocauste                                         | 27 janvier                |                 | Journée de souvenir pour toutes les victimes de l'ère nazie. Se réfère aux discriminations et déportations des homosexuels sous l'Allemagne nazie. |
| Mois de l'histoire des Noirs (Amérique du Nord)                             | février                   | 1995            | |
| LGBT History Month (Royaume-Uni)                                            | février                   | 2005            | Mois célébrant l'histoire des personnes LGBT+ |
| Journée internationale de visibilité transgenre                             | 31 mars                   | 2009            | Célèbre pour sensibiliser les personnes transgenres et leurs identités, ainsi que reconnaître ceux qui ont contribué à la lutte pour les droits des personnes transgenres. |
| Day of Silence                                                              | avril                     | 1996            | Le jour varie d'année en année. Commencée par GLSEN pour sensibiliser les gens à l'intimidation dont les jeunes LGBT sont victimes |
| Journée internationale de l'Asexualité                                      | 6 avril                   | 2021            | La Journée internationale de l’Asexualité (JiA) est une campagne coordonnée au niveau mondial dont le but est la promotion, la célébration, l'éducation et la solidarité autour du spectre de l’Asexualité, y compris la Demisexualité, l'Asexualité grise et les autres identités aces. |
| Journée de la visibilité lesbienne (Canada)                                 | 26 avril                  | 19822008        | La première Journée de visibilité lesbienne, parfois appelée sous l’acronyme JVL, est créée à Montréal, Québec, Canada, en mars 1982. Actuellement la date la plus largement utilisée dans le monde pour cette célébration est le 26 avril. Cette journée cherche à visibiliser les lesbiennes dans la société, qui souffrent une double discrimation, par leur genre et leur orientation sexuelle. |
| Semaine de la visibilité lesbienne (en)                                     | avril                     | 2008            | Semaine de la journée de la visibilité lesbienne |
| Journée internationale contre l'homophobie, la transphobie, et la biphobie  | 17 mai                    | 2004            | Commencée en 2004, la date choisie (17 mai) commémore la déclassification de l'homosexualité en tant que maladie mentale par l'Organisation mondiale de la santé en 1990. |
| Harvey Milk Day                                                             | 22 mai                    | 2010            | Célébrée en l'honneur de Harvey Milk, politicien assassiné, pour son anniversaire, elle est célébrée officiellement en Californie, l'état d'origine de Milk. |
| Journée de la visibilité Pan (Pansexuel et Panromantique)                   | 24 mai                    | 2015            | Initialement débutée sur Tumblr, elle a pour objet de briser le manque de visibilité de cette orientation et de sensibiliser sur les pansexuels et panromantiques. |
| LGBT Pride Month                                                            | juin                      |                 | En juin est spécifiquement célébrée la Pride (marche des fiertés) en l'honneur des émeutes de Stonewall, même si les événements de la Pride se produisent toute l'année. |
| Anniversaire de la légalisation du mariage homosexuel aux États-Unis        | 26 juin                   | 2015            | Décision réalisée par la Cour suprême des États-Unis (Obergefell v. Hodges) |
| Anniversaire des émeutes de Stonewall                                       | 28 juin                   |                 | Pour se souvenir des émeutes de Stonewall qui sont décrits comme le début du mouvement de libération LGBT aux États-Unis. |
| Journée de la visibilité lesbienne au Chili                                 | 9 juillet                 |                 | |
| Journée internationale des personnes non-binaires                           | 14 juillet                | 2012            | |
| Anniversaire de l'abrogation de la loi pénalisant l'homosexualité en France | 27 juillet                | 1982            | Droits LGBT en France |
| Journée de la visibilité lesbienne au Brésil                                | 29 août                   |                 | |
| Semaine de sensibilisation bisexuelle                                       | septembre                 | 2014            | Commence le dimanche avant la célébration de la journée de la bisexualité. |
| Journée de la bisexualité                                                   | 23 septembre              | 1999            | Aussi appelée Journée de la fierté bisexuelle, Fierté bisexuelle, journée de visibilité Bi. |
| LGBT History Month (USA)                                                    | octobre                   | 1994            | D'abord célébré en octobre 1994. Elle a été déclarée Mois de l'Histoire nationale par le président Barack Obama en 2009. Le mois a été créé dans le but d'encourager l'ouverture et l'éducation à l'histoire des LGBT et des droits. |
| Coming out day                                                              | 11 octobre                | 1988            | Journée du coming out |
| Spirit Day                                                                  | 15 octobre                | 2010            | |
| Journée de la visibilité intersexe                                          | 26 octobre                | 1996            | Célébrée en octobre pour commémorer la première manifestation des personnes intersexe, qui a eu lieu à Boston, |
| Journée de visibilité asexuelle                                             | octobre                   | 2010            | Les dates varient et peuvent se prolonger jusqu'en novembre. |
| Journée de la visibilité intersexe (Journée de solidarité intersexe)        | 8 novembre                | 2005            | Marque l'anniversaire de Herculine Barbin. |
| Journée du souvenir trans                                                   | 20 novembre               | 1999            | Journée de commémoration des personnes assassinées pour cause de transphobie. |
| Semaine de sensibilisation trans                                            | la semaine du 20 novembre | 2017            | Une semaine pour sensibiliser aux personnes transgenres, non conformes de genre et aux défis liés à leur identité et transition. |
| Ace Visibility Day                                                          | 26 novembre               | 2015            | Initialement commencée sur Tumblr, journée de visibilité de l'asexualité |
| Journée mondiale de lutte contre le sida                                    | 1er décembre              |                 | Reconnue en 1988 par les Nations unies, |
| Journée de la fierté pansexuelle/panromantique                              | 8 décembre                |                 | |
| Journée internationale des droits de l'homme                                | 10 décembre               | 1950            | Commémoration de l'adoption de la Déclaration universelle des droits de l'homme par l'ONU en 1948. |